# Gerard Appelmans
Gerard (of G(h)eraerdt) Appelmans (ca. 1250 - ca. 1325) was een Brabants kluizenaar en mysticus.
Appelmans was vermoedelijk theoloog. Uit zijn geschrift blijkt zijn goede bekendheid met de scholastiek, vooral het thomisme. Hij is bekend geworden als auteur van het mystieke werk Glose op den Pater Noster (soms ook Glose op het Vaderons genoemd). Hierin geeft hij een uitleg over het Onze Vader, dat hij niet alleen christologisch maar ook sterk trinitarisch doordenkt. Hij bespreekt de Godheid, de uitstralingen van de Godheid, de mystieke ervaring en de deugdbeoefening.
In Appelmans' mystiek spreekt God de Vader door zijn Woord, tot de ziel. Via Christus neemt hij bezit van de menselijke rede en geest, terwijl de Heilige Geest de menselijke wil in bezit neemt. De door God de Vader in bezit genomen ziel kan zo door Appelmans als het vooruitlopen op de toegang tot de hemel worden beschouwd. In de hemel komt de mens immers tot zijn werkelijke bestemming, het aanschouwen van God. Het leven van de mysticus kan zo direct deelnemen aan het werken van de Drie-eenheid. De mysticus heeft hier als taak Christus radicaal na te volgen als voorbeeld voor de mensen, waardoor de mysticus een soort medeverlosser wordt.
Door zijn werk ontwikkelde Appelmans een Nederlandstalige theologische woordenschat, die van blijvende betekenis is geworden. Gerard Appelmans volgt in zekere zin Hadewijch na, maar is sterker theologisch geïnteresseerd. Hij geldt als voorloper van Jan van Ruusbroec.